# Hydraena reyi
Hydraena reyi är en skalbaggsart som beskrevs av August Ferdinand Kuwert 1888. Hydraena reyi ingår i släktet Hydraena och familjen vattenbrynsbaggar. Arten har ej påträffats i Sverige. Inga underarter finns listade i Catalogue of Life.